# Estación San Fernando (Chile)
San Fernando es una estación ferroviaria ubicada en la comuna y ciudad chilena de San Fernando.

## Historia
La estación fue construida con el Ferrocarril de Santiago a Curicó o Ferrocarril del Sur, y que posteriormente pasó a formar parte de la Red Sur de la Empresa de los Ferrocarriles del Estado (EFE), el 3 de noviembre de 1862. Es además cabecera del ramal San Fernando-Pichilemu, el cual se separa de la vía troncal en la estación siguiente ―Centinela―. Este ramal posee operaciones de viajes turísticos de forma espontánea hasta Peralillo. 

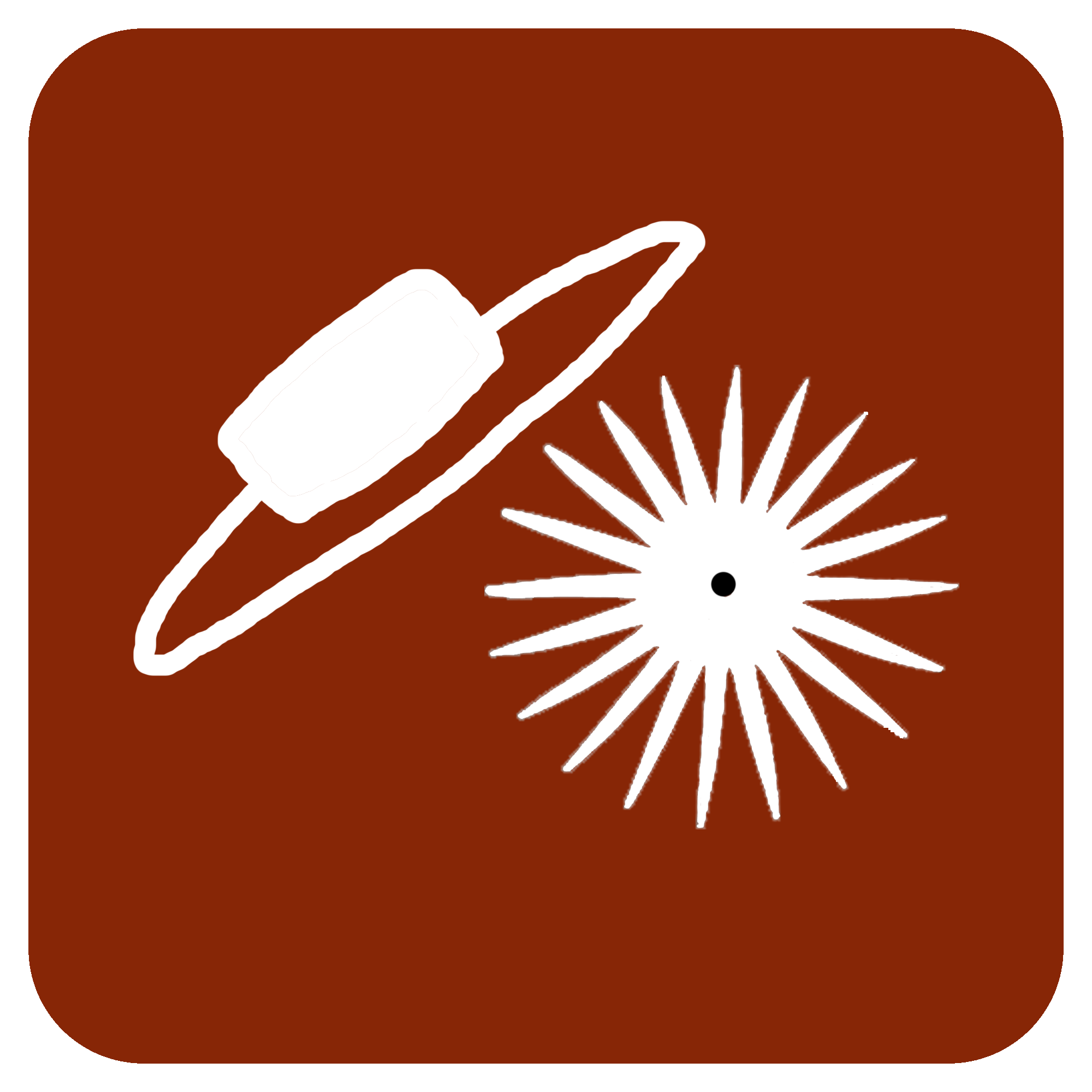
Pictograma que identificaba a la estación en 2001.

Entre 1935 y 1962 funcionó en la estación la segunda Casa de Máquinas de la Empresa de los Ferrocarriles del Estado.
Su importancia es muy fuerte ya que fue la terminal del servicio Metrotren, que unía Santiago con dicha ciudad situada en la Provincia de Colchagua, desde diciembre de 2000. Actualmente por la reestructuración del servicio Metrotren, el cual sólo opera hasta Rancagua desde Estación Alameda, el servicio de Metrotren ya no se detiene en esta estación ni está contemplado a futuro como estación terminal del renovado servicio.
Además es estación donde se detenía el servicio rural Expreso Maule (suspendido indefinidamente) y se detiene el servicio regional TerraSur Chillán.
Hasta 2009, desde San Fernando partía el Tren del Vino, servicio turístico que corría hasta la localidad de Santa Cruz.
Antes de que operase el Tren Rancagua-Estación Central, el servicio del Metrotrén fue extendido hasta la Estación San Fernando en diciembre de 2000 —una estación después de Rancagua—, sin embargo en 2013 esta quedó sin servicios cuando comenzaron los trabajos y posterior inauguración del actual servicio. En 2019 los alcaldes de San Fernando, Rengo y Malloa se reunieron con la ministra de Transportes —Gloria Hutt— para solicitar la habilitación de un servicio de pasajeros al sur de Rancagua.
El 12 de octubre de 2021 se inició un servicio piloto que extenderá el Tren Rancagua-Estación Central hasta San Fernando, incluyendo una detención en Rengo.

## Servicios ferroviarios

### Anteriores
- Metrotrén